# Steinbourg
Steinbourg (deutsch Steinburg) ist eine französische Gemeinde mit 1.926 Einwohnern (Stand 1. Januar 2021) im Département Bas-Rhin in der Region Grand Est (bis 2015 Elsass). Sie gehört zum Arrondissement Saverne und zum Kanton Saverne.

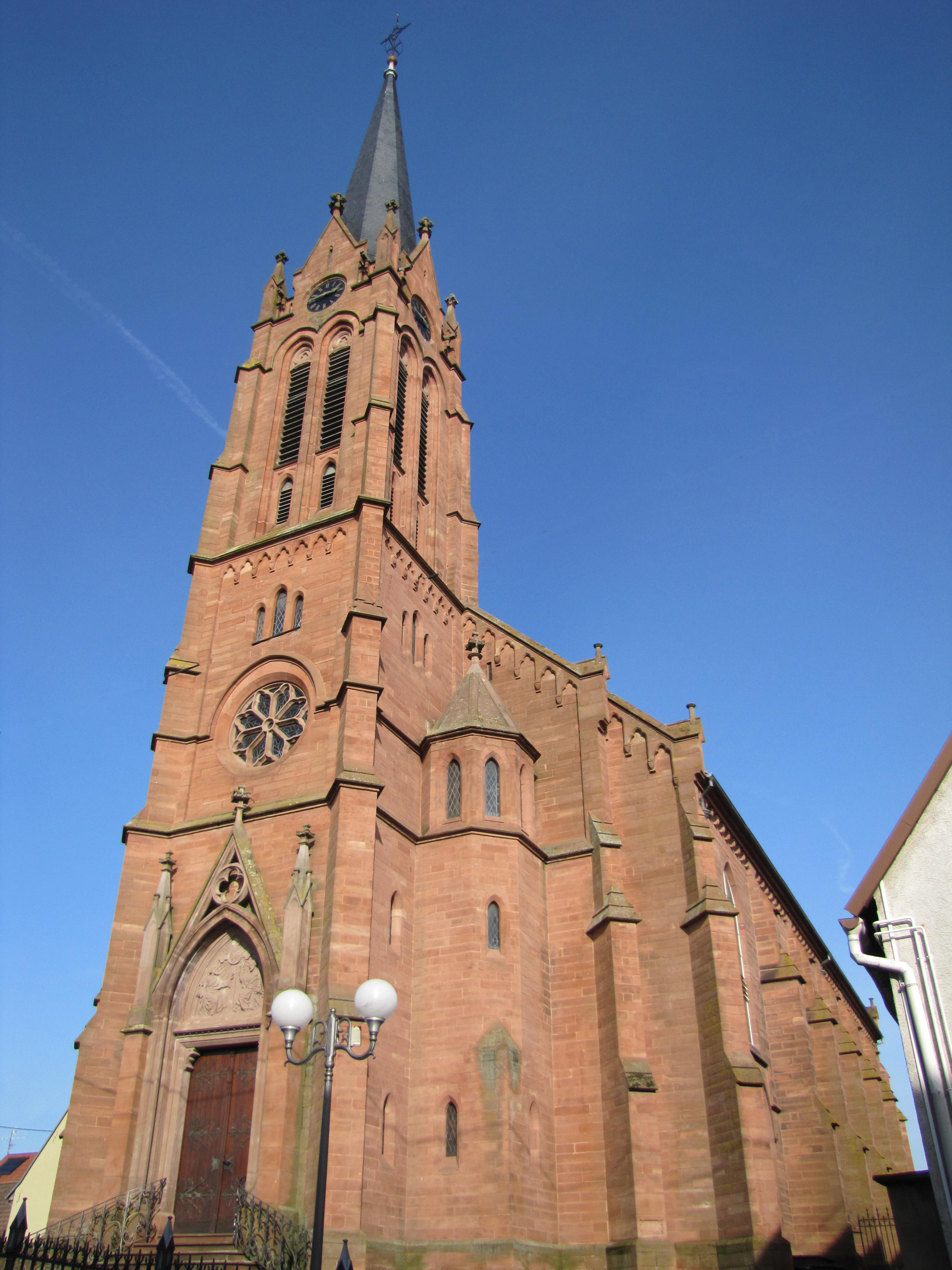
Steinbourg, Peter-und-Paul-Kirche

## Geografie
Die Gemeinde Steinbourg liegt etwa sechs Kilometer nordöstlich von Saverne am Fuß der Vogesen. Das Gemeindegebiet wird vom Fluss Zorn mit seinem Zufluss Südliche Zinsel, sowie dem parallel zur Zorn verlaufenden Rhein-Marne-Kanal durchquert. Seit 2022 gibt es eine Marina am Kanal.

## Bevölkerungsentwicklung
| Jahr      | 1962 | 1968 | 1975 | 1982 | 1990 | 1999 | 2007 | 2017 |
| Einwohner | 1744 | 1878 | 2040 | 2027 | 1927 | 1917 | 1976 | 1991 |

## Sehenswürdigkeiten
- Das Rathaus (Mairie) wird auch als „Altes Schloss“ bezeichnet. Es wurde im 17. Jahrhundert an Stelle eines von den Schweden im Dreißigjährigen Krieg zerstörten Vorgängerbaus errichtet. 1955 konnte es die Gemeinde aus Privatbesitz erwerben und brachte hier die Gemeindeverwaltung unter.
- Die Pfarrkirche Saint-Pierre-et-Paul (Peter-und-Paul-Kirche) wurde 1897 in historisierendem Stil zwischen Neoromanik und Neogotik errichtet. Sie ersetzt eine Vorgängerkirche, die Ende des 19. Jahrhunderts aufgrund des starken Bevölkerungswachstums zu klein geworden war.

## Persönlichkeiten
- André Weckmann (1924–2012), elsässischer Dichter, in Steinbourg geboren

## Regelmäßige Veranstaltungen
Am ersten Wochenende im August veranstaltet ein örtlicher Verein ein dreitägiges Fest mit Reiter- und Indianer-Vorführungen, Country-Musik und Line Dance mit bis zu 5000 Besuchern.